# Bartłomiej Wąsik

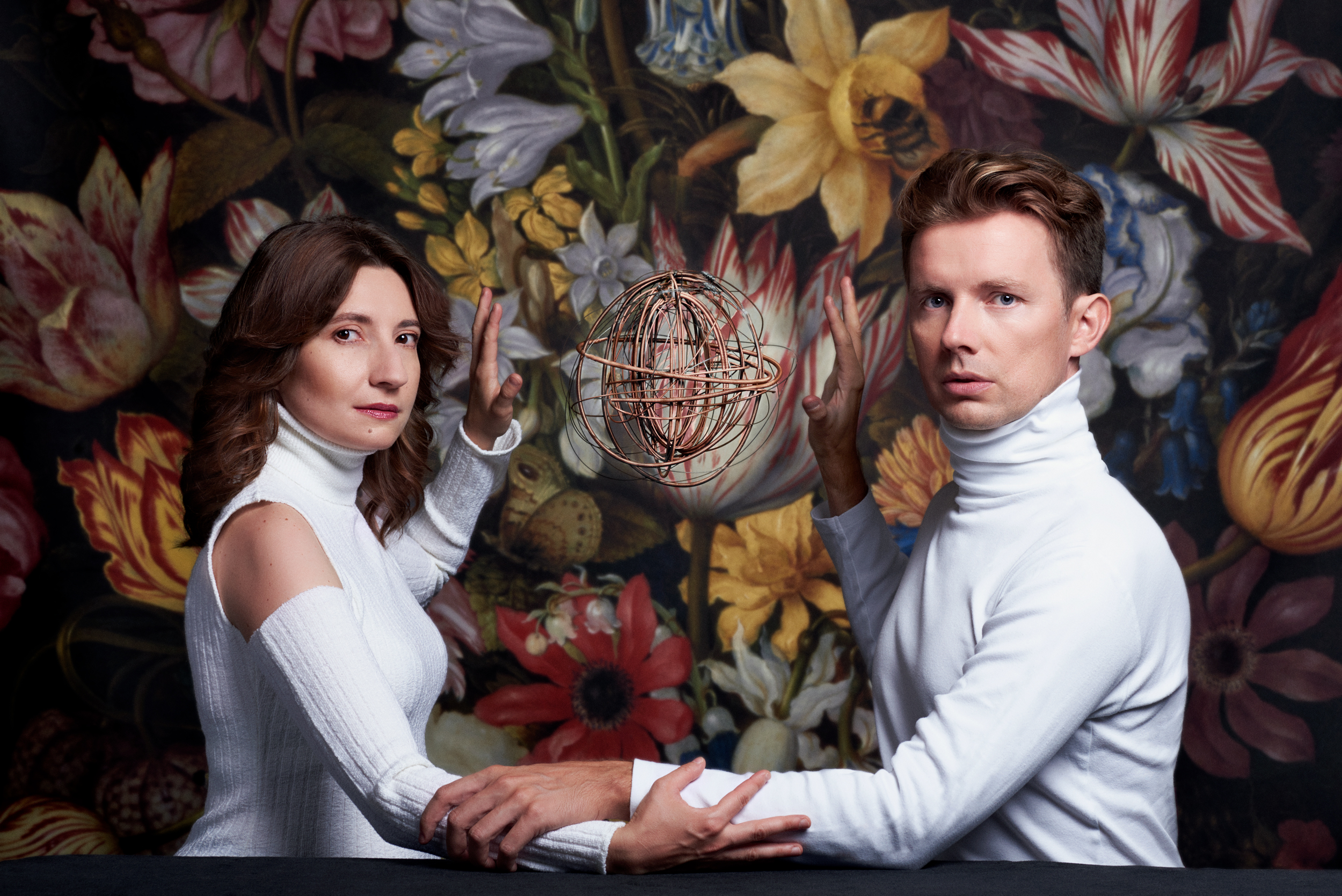
Z Emilią Sitarz jako Lutosławski Piano Duo

Bartłomiej Wąsik (ur. 29 października 1978 w Lublinie) – polski pianista, kompozytor i aranżer. Członek zespołów Kwadrofonik i Lutosławski Piano Duo.

## Życiorys
W 2002 ukończył studia w Akademii Muzycznej im. Fryderyka Chopina w Warszawie. Studiował także w Hochschule für Musik und Theater Rostock. Wielokrotny stypendysta Ministra Kultury, Fundacji Kultury oraz programu Młoda Polska.
Od 1999 wraz z Emilią Sitarz tworzy Lutosławski Piano Duo, a od 2005 – dodatkowo z Magdaleną Kordylasińską i Miłoszem Pękalą – zespół Kwadrofonik, gdzie gra muzykę współczesną oraz folkową. Obok pozostałych członków kwartetu jest dyrektorem artystycznym festiwalu „Kwadrofonik”. W 2012 zaaranżował na nowo dwanaście piosenek o Warszawie w ramach projektu „Nowa Warszawa”, w którym uczestniczyli m.in. Stanisława Celińska i Royal String Quartet.
Występował m.in. w Carnegie Hall, Chicago Symphony Center i Filharmonii Berlińskiej.
W kwietniu 2024 rozpoczął prowadzenie w Radiowej Trójce autorskiej audycji „Pianokrąg”.

## Nagrody
- 2007 – I nagroda Telewizji Polskiej na Festiwalu „Nowa tradycja"[6]
- 2008 – Fryderyk w kategorii Album Roku – Muzyka Kameralna za płytę „Lutosławski Piano Duo”[7]
- 2012 – Gwarancje Kultury TVP Kultura w kategorii jazz, rock i inne za aranżację utworów na płycie „Nowa Warszawa”[3]
- 2012 – Wdecha „Gazety Co Jest Grane” jako Wydarzeniu Roku za projekt „Nowa Warszawa”[3]
- 2014 – Paszport „Polityki” w kategorii Muzyka Poważna jako członek Kwadrofonika[8]
- 2014 – Złota Płyta za płytę „Lutosławski Tuwim. Piosenki nie tylko dla dzieci” Doroty Miśkiewicz i Kwadrofonika[9]
- 2014 – Tytuł Polak z Werwą PKN Orlen[10]
- 2015 – Folkowy Fonogram Roku – pierwsza nagroda za płytę „Requiem ludowe” Kwadrofonika i Adama Struga[11]
- 2021  – Nagroda Muzyczna „Fryderyk” w kategorii Album Roku Muzyka Poetycka – za płytę „Astronomia poety. Baczyński” Kwadrofonika i Meli Koteluk[12]
- 2022  – Nagroda Muzyczna „Fryderyk” – za płytę „Kora” Ralph Kamiński

## Dyskografia solowa
- 2022 – „Daydreamer” – Bartek Wąsik plays Radiohead
- 2025 – Pianorizon